# Чентро II Сасу
Чентро II Сасу је насеље у Италији у округу Ористано, региону Сардинија.
Према процени из 2011. у насељу је живело 17 становника. Насеље се налази на надморској висини од 6 м.